# Procnias tricarunculatus
El campanero tricarunculado (en Costa Rica) (Procnias tricarunculatus), también denominado campanero rojo, calandría (en Honduras), campanero centroamericano o pájaro campana centroamericano (en Nicaragua), es una especie de ave paseriforme de la familia Cotingidae perteneciente al género Procnias. Es nativo de América Central.

## Distribución y hábitat
Se distribuye por las tierras altas del este de Honduras (Sierra de Agalta), noroeste de Nicaragua, Costa Rica y Panamá (a este hasta la península de Azuero e Isla Coiba). En los inviernos en las tierras bajas adyacentes.
Es un migrante altitudinal. En la época reproductiva vive en los niveles alto y medio del bosque húmedo de montaña, entre los 1200 y 2100 m de altitud. Fuera de la época reproductiva puede ascender hasta los 3000 m s. n. m. y descender a las tierras bajas a 600 m de altitud, visitando bosques secundarios, árboles altos de zonas semiabiertas cerca de los bosques mayores.

## Descripción
Mide entre 26 y 31 cm de longitud. El plumaje del macho es de color castaño rojizo rufo brillante, con la cabeza, el cuello, la nuca y la parte superior del dorso y del pecho blancos y alrededor de los ojos una franja negruzca. Presenta tres largas barbas carnosas negras que cuelgan de la base del pico. Las hembras son más pequeñas, no tienen barbas; el plumaje de su dorso es de color oliváceo, con márgenes amarillentas en las plumas; las partes inferiores son amarillentas con rayas verde oliva.

### Vocalización
El macho en la temporada de cría emite un llamado «boinj» de gran resonancia, que puede escucharse hasta 0,5 km de distancia o más, a menudo precedida por silbidos penetrantes o tañidos. Las investigaciones de Donald Kroodsma demostraron que aprende su canto y lo modifica a lo largo de su vida.

## Comportamiento

### Alimentación
Se alimenta de frutos.

### Reproducción
El macho es territorial y en su territorio empieza el cortejo con cantos múltiples y vuela del entre dos ramas a una empieza de 2 a 5 m y se posa cantando en la parte final de la rama donde se encuentra la hembra, a cierta distancia de ella; luego el macho vuela lateralmente por encima y la hembra camina lateralmente sobre la rama y se ubica donde se encontraba el macho, que se posa en el lugar dónde ella se encontraba, para luego aparearse. El nido es construido por la hembra.

## Estado de conservación
El campanero tricarunculado ha sido calificado como vulnerable por la Unión Internacional para la Conservación de la Naturaleza (IUCN), con su población total estimada entre 3600 y 14 000 individuos maduros, considerada en rápida decadencia debido a la pérdida de hábitat y su degradación.
La Reserva biológica del Bicentenario de la República-Pájaro Campana en Costa Rica, fue creada por y lleva el nombre de esta ave.

## Sistemática

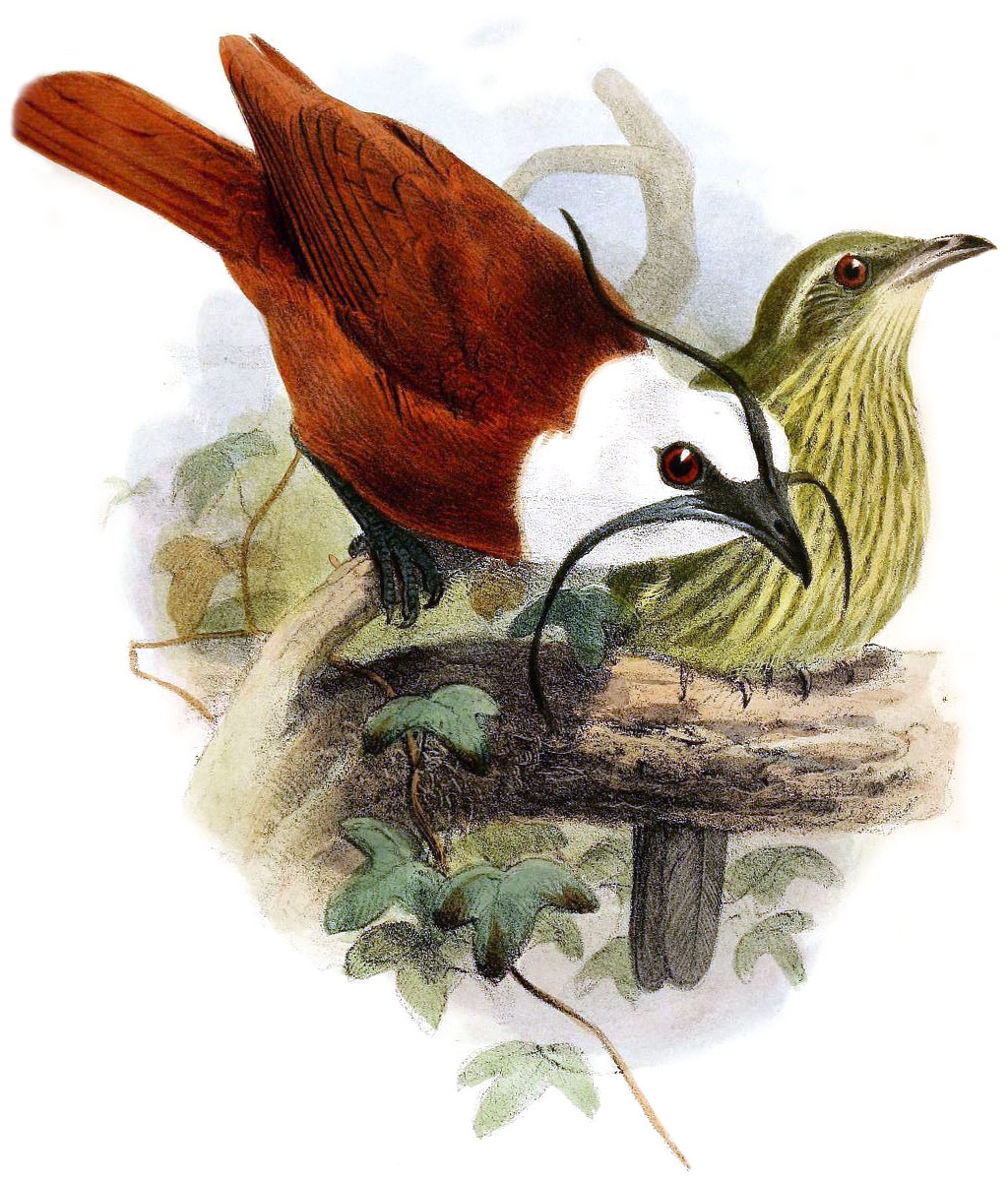
Chasmorhynchus tricarunculatus, sinónimo de Procnias tricarunculatus, macho (izquierda) y hembra (derecha); ilustración de Wolf para The Ibis, 1865.

### Descripción original
La especie P. tricarunculatus fue descrita por primera vez por los ornitólogos franceses Jules Verreaux y Édouard Verreaux en 1853 bajo el nombre científico Casmarhynchus tricarunculatus; su localidad tipo es: «Bocas del Toro, noroeste de Panamá».

### Etimología
El nombre genérico masculino «Procnias» deriva del griego «Prokne o Procne»: personaje de la mitología griega que se metamorfoséa en una golondrina; y el nombre de la especie «tricarunculatus», se compone de las palabras del latín «tri» que significa ‘tres’, y «caruncula» que significa ‘pequeño pedazo de carne’.

### Taxonomía
Es monotípica.